# Církevní oblast Triveneto
Církevní oblast Triveneto (ital. Regione ecclesiastica Triveneto) je jedna z 16 církevních oblastí, do nichž je rozdělena katolická církev v Itálii. Skládá se ze čtyř církevních provincií, do nichž je rozděleno 15 diecézí v italských regionech Benátsko, Furlansko-Julské Benátsko a Tridentsko-Horní Adiže.

## Rozdělení
Církevní oblast Triveneto je rozdělena do čtyř církevních provincií:
- Benátský patriarchát s metropolitním patriarchátem benátským a sufragánními biskupstvími Adria-Rovigo, Belluno-Feltre, Chioggia, Concordia-Pordenone, Padova, Treviso, Verona, Vicenza a Vittorio Veneto.
- Církevní provincie Gorizia s metropolitním arcibiskupstvím Gorizia a jediným sufragánním biskupstvím Terst
- Církevní provincie tridentská s metropolitním arcibiskupstvím tridentským a jediným sufragánním biskupstvím bolzansko-brixenským
- Církevní provincie Udine s metropolitním arcibiskupstvím Udine bez sufragánního biskupství

## Statistiky
- plocha: 40 674 km²
- počet obyvatel: 6 895 639
- počet farností: 3 527
- počet diecézních kněží: 4 897
- počet řeholních kněží: 2 104
- počet stálých jáhnů: 264

## Biskupská konference oblasti Triveneto
- Předseda: Francesco Moraglia, patriarcha benátský
- Místopředseda: Luigi Bressan, arcibiskup tridentský
- Sekretář: Giuseppe Pellegrini, biskup v Concordia-Pordenone